# Echinozone magnifica
Echinozone magnifica är en kräftdjursart som beskrevs av Ernst Vanhöffen 1914. Echinozone magnifica ingår i släktet Echinozone och familjen Munnopsidae. Inga underarter finns listade i Catalogue of Life.